# Óvantagok
Az óvantagok az ízeltlábúak (Arthropoda) törzsében a pókszabásúak (Arachnida) osztályának atkák (Acari) alosztályába tartozó, a kullancsokkal rokon család, melybe nagytestű, vérszívó atkák tartoznak.

## Megjelenésük
A kifejlett óvantagok testhossza 3-14 milliméter. Szemben a kullancsokkal, hátoldalukon nincsen kemény, erősebben kitinizált pajzs. A szájszervek és a fej (gnathosoma) a test hasi oldalára tolódott, felülről nem látható. Testüket bőrszerű kutikula borítja.

## Elterjedés és életmód
Elsősorban madarak és denevérek, kisebb mértékben esetleg más gerincesek, pl. hüllők és emberek élősködői. A hideg égövből hiányoznak, a trópusokon a legelterjedtebbek. Tömegesek lehetnek madarak fészkelőtelepein, baromfi-tenyészetekben és denevérek lakta barlangokban. Afrika egyes részein a fűkunyhókban is elszaporodhatnak és emberek vérét is szívják. Mikrobiális kórokozókat terjeszthetnek. Jelenleg 193 fajuk ismert, melyeket öt nembe – Antricola, Argas, Nothaspis, Ornithodoros és Otobius – sorolnak.

## Irodalom

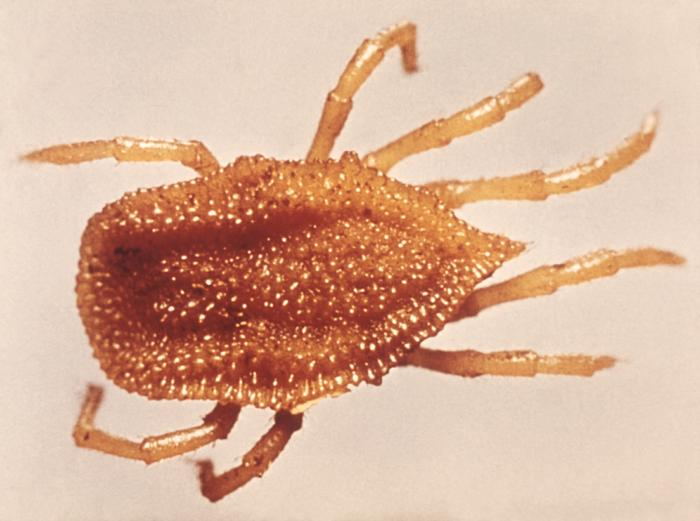
Antricola sp.
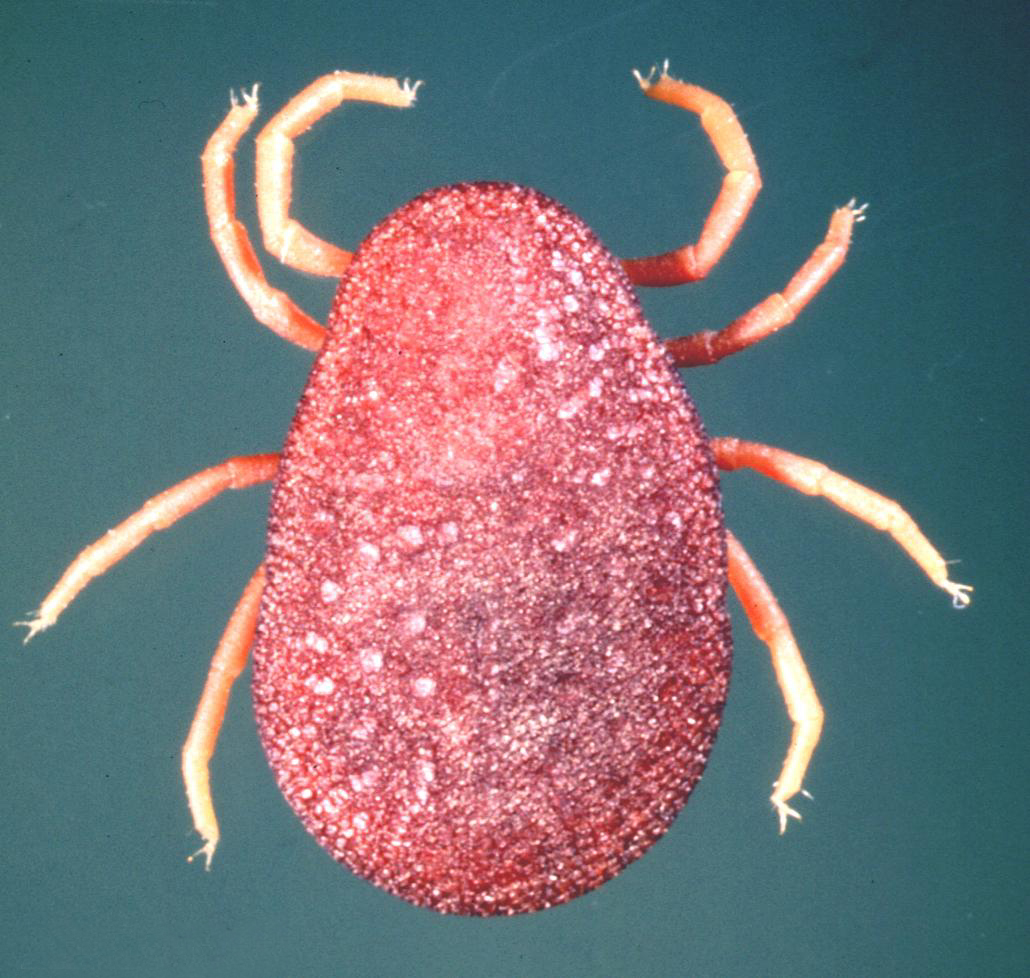
Argas sp.
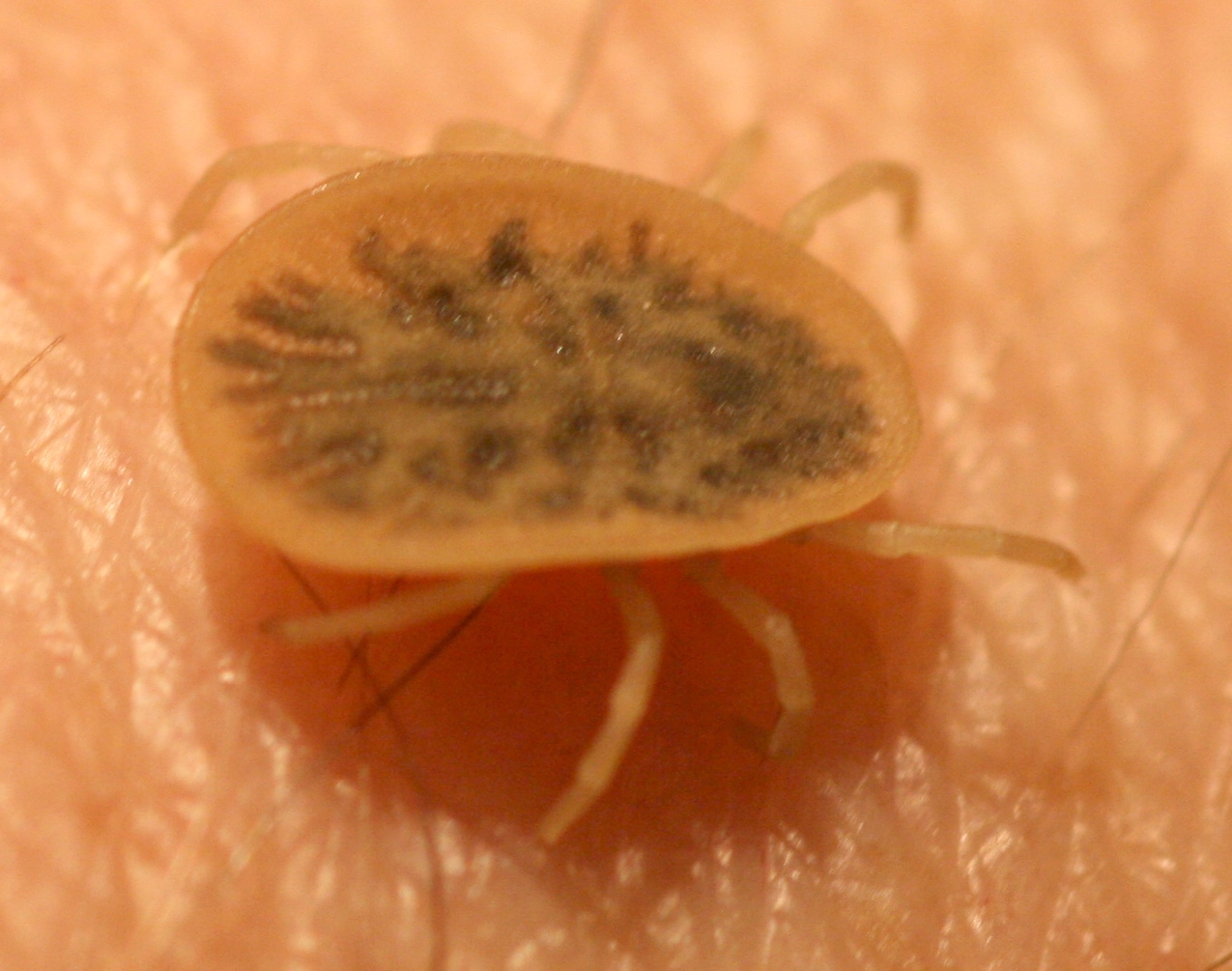
Argas reflexus
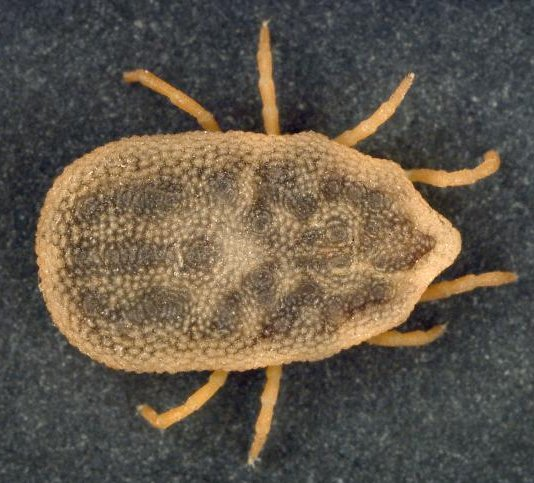
Ornithodoros kelleyi háti oldal
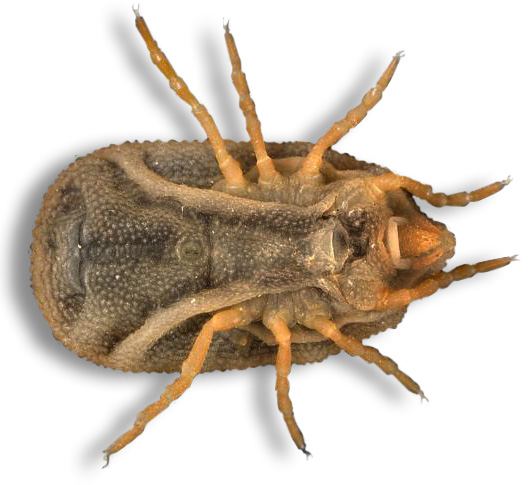
Ornithodoros kelleyi hasi oldal
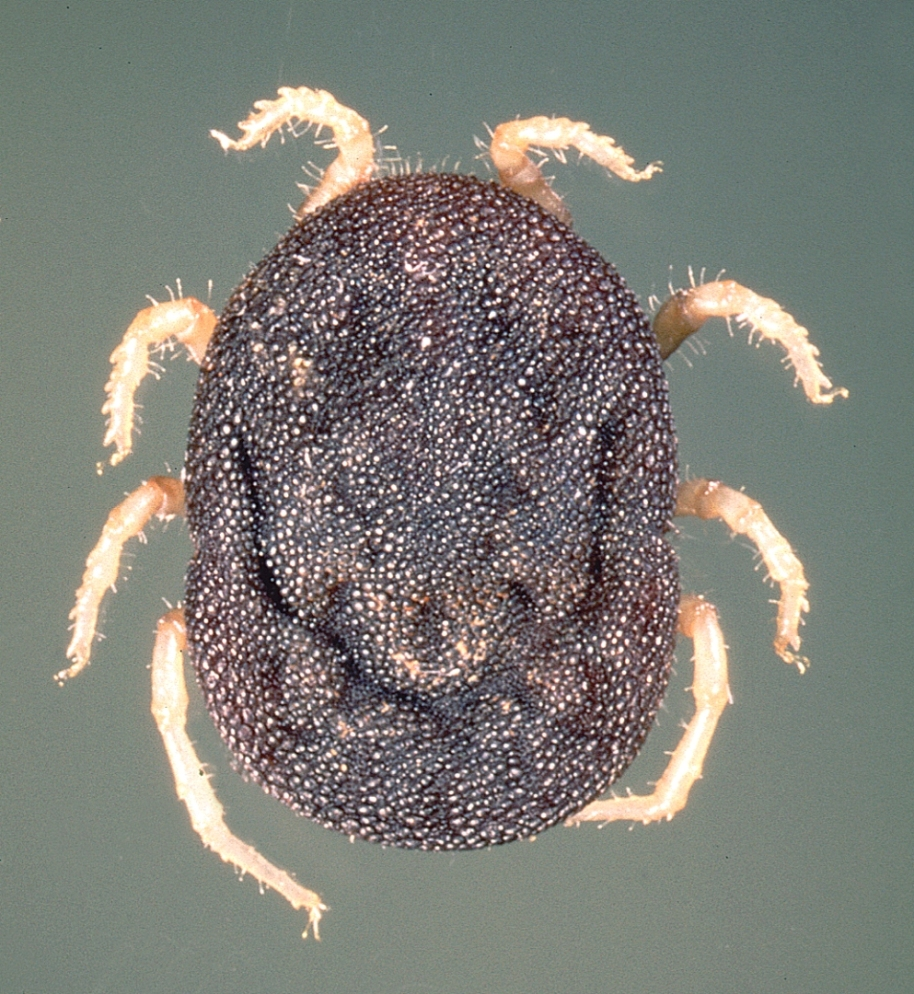
Ornithodoros savignyi
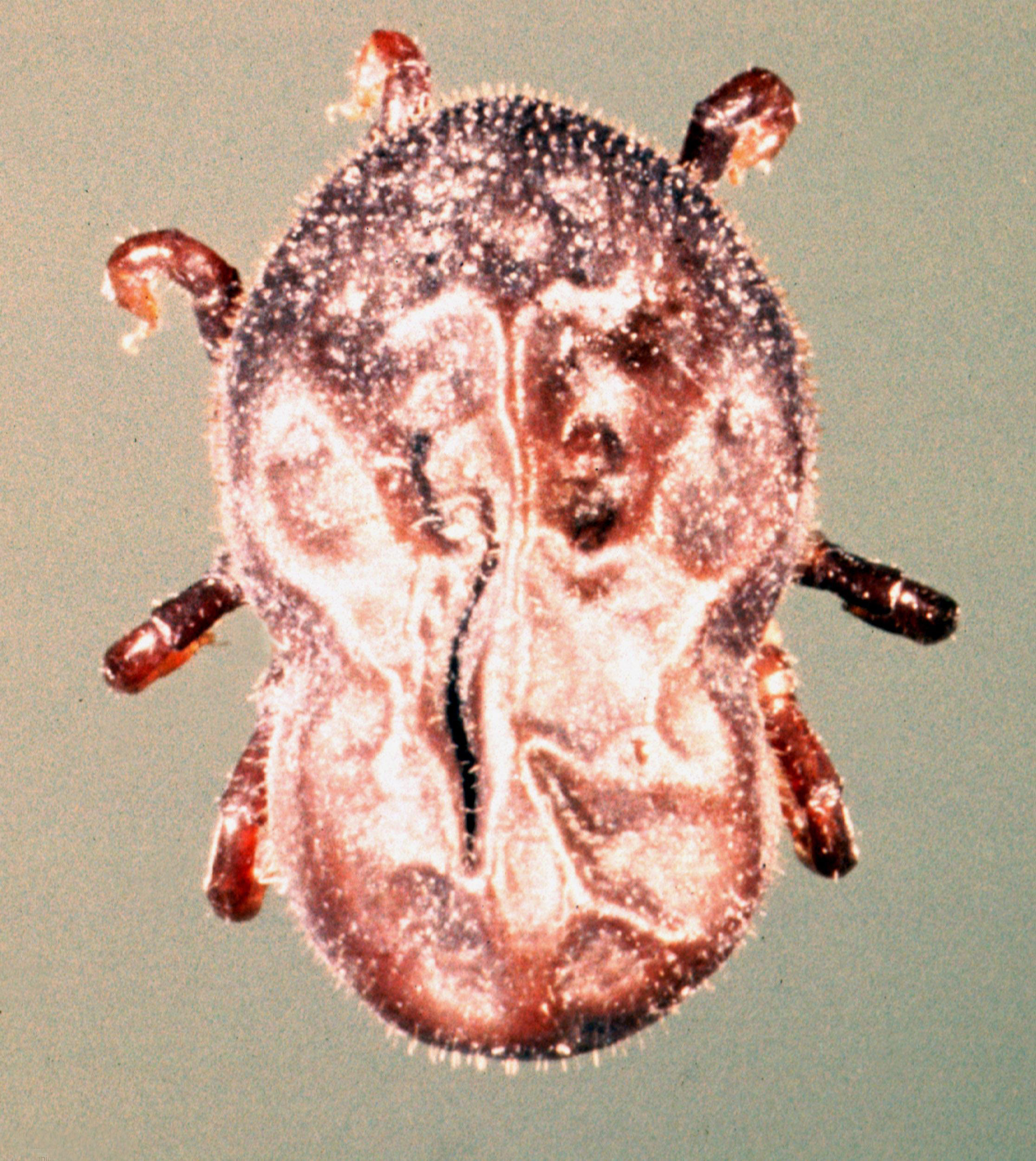
Otobius megnini

## Legismertebb terjesztett kórokozók
Vírus: Afrikai sertéspestis
Baktérium: Borrelia